# جان دوكس
جان دوكس، من مواليد 24 مايو 1941، وتوفي في 15 يناير 2002، لاعب كرة قدم بلجيكي سابق، ومدرب كرة قدم بلجيكي سابق.
لعب مع منتخب بلجيكا لكرة القدم.

## روابط خارجية
- جان دوكس على موقع الاتحاد الدولي (مؤرشف)  (الإنجليزية)
- جان دوكس على موقع الاتحاد الأوربي (الإنجليزية)
- جان دوكس على موقع الاتحاد البلجيكي (الإنجليزية)
- جان دوكس على موقع قاعدة بيانات كرة القدم.إي يو (الإنجليزية)
- جان دوكس على موقع ناشيونال فوتبول تيمز (الإنجليزية)
- جان دوكس على موقع عالم كرة القدم.نت (الإنجليزية)